# Skála (együttes)
A Skála együttes négytagú magyar popzenei énekegyüttes volt a ’70-es évek végén.

## Története
A Periszkóp együttes korábbi tagja, Balázs Klári, a táncdalénekes Horváth Attila Uzonyi Edittel és Mátrai Gáborral alakította meg az énekegyüttest. Akkoriban a két férfi és két nő felállás divatos volt a nemzetközi popzenében is (ABBA, Brotherhood of Man). Történetük két éve alatt rendszeresen szerepeltek a Tessék választani! és a Made in Hungary nevű tánczenei bemutatókon, valamint a televízió könnyűzenei műsoraiban (pl. Egymillió fontos hangjegy). Magyar szerzemények mellett több külföldi sláger magyar feldolgozása, illetve régi magyar slágerek is szerepeltek repertoárjukon. Dalaik nagy része a Magyar Rádióban készült, és kiadatlan maradt, de két felvételük egy kislemezen, illetve egy válogatásalbumon is megjelent. Később Uzonyi Editet Juhász Mária váltotta fel.
Az együttes megszűnése után 1980-ban Balázs Klári vokálénekesnő lett többek között Korda György, későbbi férje koncertturnéján. Egy rövid ideig szólóénekesnő volt néhány rádiófelvétellel, de nem volt ismert a széles közönség körében. Az 1981-es táncdalfesztiválon is fellépett, de feltűnést itt sem keltett. Később Korda György állandó duettpartnere lett, így ismerte meg lassanként az ország. A ’80-as évek elején volt még egy-két szólóban készült rádiófelvétele, pl. az 1981-es Csak menj, az 1983-as Vigyázz, valamint az 1985-ös Tessék választani!-n bemutatott És mégis, valamint szovjet táncdalt énekelt szólóban a Slágerbarátság című bemutatón.
Horváth Attila 1981-től folytatta az 1977-ben a Skála együttes érdekében megszakított szólópályáját, ő is fellépett az 1981-es táncdalfesztiválon, újra nagy sikert ért el a Két álmodozó című dalával. Később még néhány rádiófelvétele készült. Fellépett az 1983-as Made in Hungary-n, valamint az 1985-ös és 1986-os Tessék választani!-n.

## Dalai

### Lemezek, kiadatlan rádiófelvételek
| Év   | Dal                                                   | Szerzők                      | Kiadás    | Megjegyzés         |
| ---- | ----------------------------------------------------- | ---------------------------- | --------- | ------------------ |
| 1978 | Ezek után                                             | Németh Gábor–Szenes Iván     | kislemez  | Made in Hungary    |
| 1978 | Nekem így jó                                          | Bágya András–Bradányi Iván   | kiadatlan |                    |
| 1978 | Nálad (Zdá se)                                        | V. Hádl–Bradányi Iván        | kiadatlan |                    |
| 1978 | Forogj csak, forogj, szélmalom (Točí se točí větrník) | D. Dobias–Bradányi Iván      | kiadatlan |                    |
| 1979 | Majd ha kiszárad a tenger                             | Wolf Péter–Fülöp Kálmán      | nagylemez | Tessék választani! |
| 1979 | Csokoládé (Chocolade)                                 | Jan Theelen–Bradányi Iván    | kiadatlan |                    |
| 1979 | Görkorcsolya-dal                                      | Balázs Gábor–Bradányi Iván   | kiadatlan |                    |
| 1979 | Néha az kell, hogy dédelgess                          | Behár György–Romhányi József | kiadatlan |                    |
| 1979 | Van egy út                                            | Bágya András–Mészáros Ágnes  | kiadatlan |                    |
| 1979 | Még előttünk az egész nyár                            | Nagy Tibor–Bradányi Iván     | kiadatlan |                    |
| 1979 | Csak azt ne mondd                                     | Tarján Béla–Bradányi Iván    | kiadatlan |                    |
| 1979 | Csak egy percig néztél rám                            | Tarján Béla–Bradányi Iván    | kiadatlan | Made in Hungary    |
| 1979 | Mi a baj                                              | Németh Gábor–Bradányi Iván   | kiadatlan | Made in Hungary    |